# Antonio Benítez
Antonio Benítez Fernández (2. juni 1951 - 19. februar 2014) var en spansk fodboldspiller (venstre back). Han spillede tre kampe for Spaniens landshold.
På klubplan startede Benítez karrieren hos Xerez CD i sin fødeby, inden han i 1970 skiftede til Real Betis. Her spillede han de følgende 14 sæsoner og nåede over 300 La Liga-kampe for klubben. Han var med til at vinde pokalturneringen Copa del Rey med klubben i 1977.

## Titler
Copa del Rey
- 1977 med Real Betis